# Olympusbergsalamanders
Olympusbergsalamanders (Rhyacotritonidae) zijn een familie van amfibieën die behoren tot de salamanders (Caudata). De groep werd voor het eerst wetenschappelijk beschreven door Joseph Anton Tihen in 1958.
Er is maar een enkel geslacht: Rhyacotriton. De familie wordt ook wel aangeduid met stroomsalamanders, naar de Engelse naam torrent salamanders.
Vroeger beschouwden biologen deze familie als één soort: Rhyacotriton olympicus, welke ingedeeld werd onder de familie molsalamanders (Ambystomatidae), en later onder de Pacifische reuzensalamanders (Dicamptodontidae). In 1992 kreeg de soort een eigen familie met vier aparte soorten, nadat onder andere uit DNA-onderzoek bleek dat er duidelijke verschillen waren.
Olympusbergsalamanders zijn vernoemd naar de berg Olympus, echter niet de in Europa bekende Griekse berg maar die in de Verenigde Staten in de staat Washington aan de westkust (dus niet het bekendere Washington D.C. aan de oostkust). Alle soorten leven dan ook in Washington, Oregon en noordelijk Californië. De verschillende soorten lijken op elkaar al is de determinatie in het veld meestal niet zo moeilijk omdat de verschillende soorten in andere gebieden leven.
Alle soorten hebben een vrij kleine kop met relatief grote ogen en een zijdelings afgeplatte korte staart. De olympusbergsalamanders kennen een land- en waterfase, deze laatste enkel tijdens de paartijd. De rest van het jaar leven de salamanders in bossen en andere begroeide plaatsen in de bladerlaag. Bij verstoring rollen de salamanders op de rug en laten zo de kwetsbare, maar felgekleurde buik zien om vijanden af te schrikken, dit wordt het unkenreflex genoemd.

## Taxonomie
Familie Rhyacotritonidae
- Geslacht Rhyacotriton
  - Soort Rhyacotriton cascadae
  - Soort Rhyacotriton kezeri
  - Soort Olympusbergsalamander (Rhyacotriton olympicus)
  - Soort Californische bergsalamander (Rhyacotriton variegatus)